# Ittaj
Ittaj – postać biblijna ze Starego Testamentu.
Gittyta, który był przywódcą grupy 600 żołnierzy filistyńskich. W nagrodę za lojalność król Dawid uczynił go dowódcą jednej trzeciej swojej armii. Występuje w 2 Księdze Samuela 15; 18
Źródło: Słownik Postaci Biblijnych. [dostęp 2015-12-26].